# Oncocnemis levis
Oncocnemis levis är en fjärilsart som beskrevs av Augustus Radcliffe Grote 1880. Oncocnemis levis ingår i släktet Oncocnemis och familjen nattflyn. Inga underarter finns listade i Catalogue of Life.